# Élections européennes de 1989 en Irlande
Les élections européennes se sont déroulées en juin 1989 pour désigner les 15 députés européens Irlandais du Parlement européen.  Les élections ont été organisées selon le système du scrutin à vote unique transférable avec vote préférentiel. Pour l'Irlande du Nord, voir la section britannique correspondante.

## Résultats
| Parti | Parti                            | Chef du parti         | Voix de première préférence | %    | ±%    | Sièges | ±  |
| ----- | -------------------------------- | --------------------- | --------------------------- | ---- | ----- | ------ | -- |
|       | Fianna Fáil                      | Charles James Haughey | 514 537                     | 31.5 | -7.7  | 6      | -2 |
|       | Fine Gael                        | Alan Dukes            | 353 094                     | 21.6 | -10.6 | 4      | -2 |
|       | Parti vert                       |                       | 61 041                      | 3.7  | +3.2  | 0      | 0  |
|       | Sinn Féin                        | Gerry Adams           | 35 923                      | 2.2  | -2.7  | 0      | 0  |
|       | Parti travailliste               | Dick Spring           | 155 572                     | 9.5  | +1.2  | 1      | +1 |
|       | Démocrates progressistes         | Desmond O'Malley      | 194 059                     | 12.0 | +12   | 1      | +1 |
|       | Parti des travailleurs d'Irlande | Proinsias De Rossa    | 124 679                     | 7.7  | +3.4  | 1      | +1 |
|       | Indépendants du Fianna Fáil      | Neil Blaney           | 52 852                      | 3.2  | +0.3  | 1      | +1 |
|       | Indépendants                     | .                     | 140 971                     | 8.6  | +0.9  | 1      | 0  |
| Total | Total                            | Total                 | 1 632 728                   | 100  | –     | 15     | –  |

## Analyse
Victoire mitigée de la majorité qui obtient 52 % au lieu de 70 % en 1984. Ils conservent néanmoins les deux tiers des sièges à pourvoir. On observe un retour aux affaires des travaillistes qui décrochent un siège et une percée des écologistes obtenant même 9 % des suffrages à Cork. Le parti démocrate progressistes réalise un score important pour son entrée en matière mais ne décroche qu'un siège. Les nationalistes voient leurs espoirs déçus en totalisant deux et demi pour-cent des voix.